# Tytthus alboornatus
Tytthus alboornatus är en insektsart som först beskrevs av Knight 1931.  Tytthus alboornatus ingår i släktet Tytthus och familjen ängsskinnbaggar. Inga underarter finns listade i Catalogue of Life.